# 國武直樹
國武 直樹（くにたけ なおき、男性）は、日本のコンサルタント、マーケッター、実業家。株式会社linkwin代表取締役、株式会社bibi代表取締役。

## 経歴
1987年、熊本県生まれ。熊本県立大学を卒業後、22歳で起業する。
2012年には合同会社ヒゴワンを設立、2015年に株式会社ヒゴワンコンサルティングを設立。2017年に会社合併に伴い、株式会社ヒゴワンの代表取締役を務める。株式のM＆Aなどを経て、2023年6月末をもって同社退任。
2023年より株式会社linkwinを立ち上げ、同社代表取締役就任。同年、株式会社bibiの代表取締役就任。
同郷の総合格闘家である井上誠午と交友があり、同氏が運営している和術慧舟會セイゴ道場にてプレイヤーとして所属している。